# ضعف طلاقة النمو عند الأطفال
اضطراب طلاقة الكلام (بالإنجليزية: Developmental dysfluency)‏ أو اضطراب طلاقة الكلام الطبيعي هو اضطراب التدفق المستمر لأنماط حديث الطفل خلال الأعمار من 3 إلى 4 سنوات تقريبًا.
يشير الاختلال في الطلاقة إلى الطبيعة المنقسمة للكلام الصادر ويمكن أن يتميز بالتوقف الطويل أو إدخال كلمات حشو. ويعتبر {اضطراب طلاقة الكلام في النمو} جزءًا طبيعيًا من تطور لغة الطفولة الذي يمكن أن يحدث بين الأطفال الصغار وسنوات ما قبل المدرسة. ويعاني نحو خمسة وعشرين بالمئة من الأطفال من بعض فقدان الطلاقة في قدراتهم اللغوية. ويواجه بعض الأطفال الذين تتراوح أعمارهم بين 2 و 6 سنوات بعض العقبات في طريق التحدث بطلاقة. وتشير الطلاقة إلى جانب من إنتاج الكلام الذي يشمل الاستمرارية والسلاسة والسرعة والجهد.
يعد الكلام مهارة معقدة تتضمن عمليات (معرفية ولغوية وسمعية وحسية) تجعل من الصعب على الأطفال إتقانها. سيطور الأطفال فهمًا عميقًا للغة والكلام، ومع نمو لغتهم ومفرداتهم ستنمو معهم. ومع ذلك بسبب كمية كبيرة من المدخلات عادة ما تتحسن الطلاقة في الطفل العادي في سن 4 سنوات تقريبًا. على الرغم من أن العديد من البالغين يظهرون بعض أنواع خلل الطلاقة، إلا أنه يرتبط عادةً بمساعدتهم على فهم أو التعبير عن مواد مختلفة تحت الضغط.